# سمور نیلگیری
سمور نیلگیری (نام علمی: Martes gwatkinsii) نام یک گونه از سرده سمور است.